# قدیسه ماد
قدیسه ماد (انگلیسی: Saint Maud) فیلمی بریتانیایی در ژانر وحشت روان‌شناختی محصول سال ۲۰۱۹ به نویسندگی و کارگردانی رز گلس در نخستین تجربه کارگردانی بلندش است. مورفید کلارک و جنیفر ایلی از بازیگران فیلم هستند.
قدیسه ماد نخستین بار در جشنواره بین‌المللی فیلم تورنتو در ۸ سپتامبر ۲۰۱۹ اکران شد و در ۹ اکتبر ۲۰۲۰ توسط استودیوچنل در پادشاهی متحده اکران شد. این فیلم با استقبال منتقدان روبرو شد؛ منتقدان کارگردانی، جو، نقش‌آفرینی و فیلم فیلم را ستودند.